# Werner Krauß

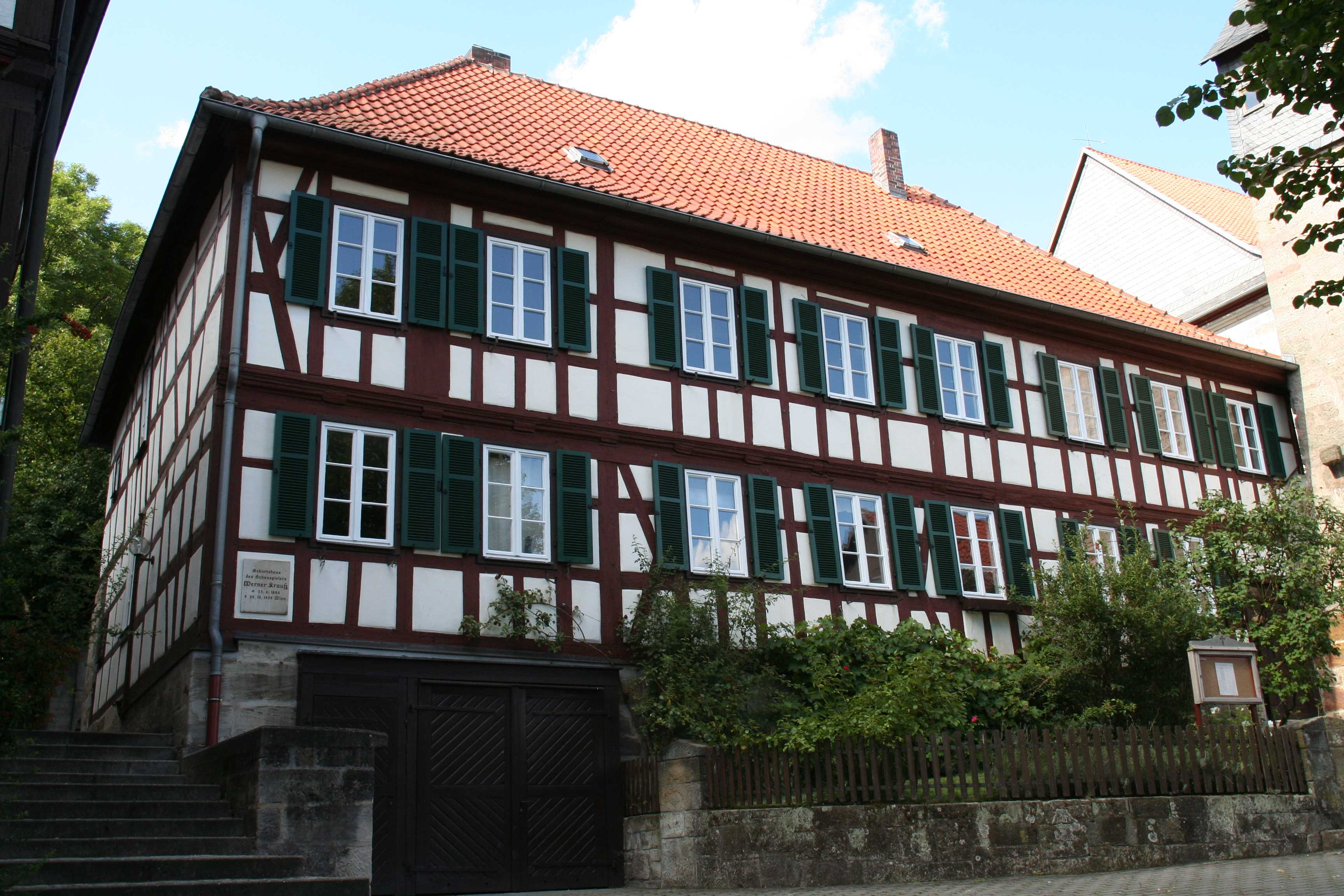
Casa de nacimiento de Krauß en Gestungshausen bei Coburg.

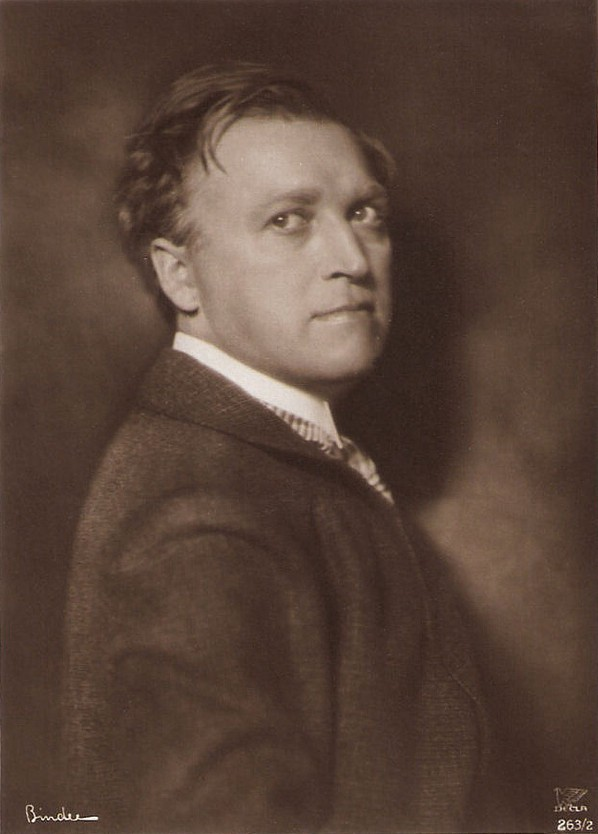
Retrato de Krauss por el fotógrafo Alexander Binder

Werner Johannes Krauß (grafía alternativa Krauss cuando no está disponible el carácter ß; Gestungshausen bei Coburg, Alemania, 23 de junio de 1884 - 20 de octubre de 1959 en Viena, Austria) fue un actor de cine y teatro alemán.

## Biografía
Nacido en un pequeño pueblo de Baviera, Krauß era hijo de un religioso. Se escapó de casa y se unió a una compañía teatral ambulante. Allí conoció al afamado director Max Reinhardt. Reinhardt llevó a Krauß a Berlín, donde se convirtió en actor en 1916
Werner Krauß obtuvo fama internacional por su interpretación del personaje que daba título al filme El gabinete del doctor Caligari (Robert Wiene, 1920). También interpretó al "Otelo" de William Shakespeare en una adaptación de 1920, así como a Yago en otra de 1922. Otros papeles destacables fueron en El gabinete de las figuras de cera (Das Wachsfigurenkabinett, Paul Leni, 1924), Varieté (Ewald André Dupont, 1925), Tartufo (Tartüff, Friedrich Wilhelm Murnau, 1926), El estudiante de Praga (Der Student von Prag, Henrik Galeen, 1926) y Napoleon auf St. Helena (1929).
Cuando Adolf Hitler subió al poder en Alemania, Krauß abrazó la ideología nazi. Fue elevado a la categoría de "Actor del Estado" (Staatsschauspieler) por Joseph Goebbels e interpretó dos papeles de estereotipos judíos (el rabino Loew y el secretario Levy) en la película de propaganda antisemita de Veit Harlan El judío Süß (1940). Asimismo, interpretó a Shylock en El mercader de Venecia en el Burgtheater de Viena en 1943.
En 1944 fue incluido en la Gottbegnadeten-Liste de Goebbels, en la que figuraban más de 1000 personas relacionadas con el mundo de la cultura que quedaban exentas de ser enviadas al frente (la lista incluía a personalidades como Carl Orff o Herbert von Karajan).
Tras la Segunda Guerra Mundial, pasó por el proceso de desnazificación entre 1947-48, se le perdonó su pasado afín al nacionalsocialismo e incluso fue invitado a festivales de cine en su país.
En 1958, Krauss publicó su autobiografía, Das Schauspiel meines Lebens.
Falleció en Viena en 1959 y fue incinerado.

## Premios
- 1934: Nombrado Staatsschauspieler
- 1938: Medalla Goethe
- 1954: Gran Orden al Mérito de la República Federal Alemana
- 1954: Anillo de Iffland
- 1955: Gran Premio de Honor al Mérito de la República de Austria
- 1959: Anillo de Honor de la ciudad de Viena